# Скін (фільм 2008)
«Скин» (нід. Skin) — нідерландський кінофільм 2008 року, знятий режисером Анро Смітсманом.

## Сюжет
1979 рік, Нідерланди. Френкі - 17-річний хлопець з сім'ї Анни та Сімона Апштейнів - єврея, який за часів II Світової Війни провів життя в'язнем фашистських концтаборів, які залишили по собі багато страшних спогадів та відмітину у вигляді порядкового номера на руці. Весь вільний час Френкі проводить зі своїми друзями панк-рокерами, відвідує рок-клуби, де разом з темношкірим другом Джефрі перебуває у бізнесових відносинах з володільцем клубу, де вони за половину виручки займаються торгівлею наркотиків. Після виявлення у матері Френкі раку, його нестійкі складні відносини з батьком погіршуються, і головний герой примикає до банди скінхедів - неонацистів, з якими він бере участь у рейдах-погромах, унаслідок чого неодноразово потрапляє до поліційного відділку. Але зв'язок зі скінхедами перериває його відносини з другом Джефрі та його матір'ю. Під час одної сутички з групою темношкірих людей африканського походження Френк вдаряє одного із супротивників ножем, унаслідок чого він помирає. За це головний герой потрапляє до в'язниці, де також потрапляє у сутички з агресивно-налаштованою проти неонацистів групою темношкірих в'язнів, серед яких є його минулий друг Джефрі. Внаслідок спровокованої Френком сутички, один з групи темношкірих вдаряє головного героя заточкою, внаслідок чого головний герой помирає.

## У ролях
- Роберт де Хуг — Фрэнкі
- Сильвія Пурта — Анна
- Джон Бьесман — Сімон
- Джуда Гослінга — Хэнк
- Джуліан Юбберген — Джеффрі